# Bernadette Malgorn
Bernadette Malgorn (19 de junio de 1951 (73 años) Nantes, Loira Atlántico) es una funcionaria y política francesa. Es una miembro de la Unión por un Movimiento Popular (UMP).

## Biografía
Nacida de padres militares originalmente de Finisterre, Bernadette completó sus estudios universitarios en historia por la Universidad de Rennes 2 Alta Bretaña y en economía en la Universidad de Rennes 1. Posteriormente estudió en la Escuela Nacional de Administración (ENA), graduándose en 1975.
Trabajó en la administración civil,  en el Ministerio de Interior y más tarde dirigió la Oficina del Prefecto de Saona y Loira, Val-de-Marne, y más tarde en Ille y Vilaine. En 1986, se unió al gabinete del Ministro de Asuntos Sociales y Trabajo, Philippe Séguin. Y, posteriormente volvió a la Administración pública y devino Prefecta de Tarn y Garona en 1991 antes de dimitir para unirse al Gabinete Parlamentario de Philippe Séguin.
Desde el 26 de septiembre de 1996, fue Prefecta de Lorena y Mosela, y desde el 25 de junio de 2002 Prefecta de Bretaña e Ille y Vilaine. Ocupó esa función hasta el 20 de julio de 2006.
Desde marzo de 2009,  es advisor del Tribunal de Auditoría de Francia.
Fue candidata para la UMP candidatura en Bretaña en las elecciones regionales de 2010, en contra de Jacques Le Guen.